# Großzitat
Als Großzitat bezeichnet man im Urheberrecht das Zitat eines urheberrechtlich geschützten Werkes (z. B. Texte, Bilder, Musik, Videos) in vollem Umfang. Großzitate werden oft bei Gedichten angewendet, da Teile eines Gedichts in einem sehr starken Kontext zu dem vollständigen Gedicht stehen.
Das Großzitat steht im Gegensatz zum Kleinzitat, dem auszugsweisen Zitieren aus einem fremden Werk.

## Nationales

### Deutschland
Nach deutschem Recht darf gemäß § 51 UrhG das Großzitat verwendet werden, „sofern die Nutzung in ihrem Umfang durch den besonderen Zweck gerechtfertigt ist.“ Zulässig ist dies insbesondere, wenn:
- „einzelne Werke nach der Veröffentlichung in ein selbständiges wissenschaftliches Werk zur Erläuterung des Inhalts aufgenommen werden,“
- „Stellen eines Werkes nach der Veröffentlichung in einem selbständigen Sprachwerk angeführt werden,“
- „einzelne Stellen eines erschienenen Werkes der Musik in einem selbständigen Werk der Musik angeführt werden.“

Als wissenschaftliche Werke gelten nicht nur Forschungsarbeiten (wie z. B. Dissertationen), sondern auch populärwissenschaftliche Literatur, die der Vermittlung wissenschaftlicher Erkenntnisse dient.
Abbildungen sind wie Texte Werke im Sinne des Urheberrechts und fallen somit unter das Zitatrecht. In der Regel ist von einem Großzitat auszugehen – alleine deshalb, da die ausschnittsweise Wiedergabe von Bildern meist nicht gestattet ist. Demnach sind Bildzitate, die einen rein illustrativen Charakter haben, wie etwa die Cover-Abbildung, grundsätzlich genehmigungspflichtig.
Aber auch Abbildungen, die aus sachlichen Gründen unverzichtbar sind, sind nicht unbedingt frei verwendbar. Dies hängt damit zusammen, dass nicht nur der dargestellte Inhalt einer Abbildung geschützt ist, sondern noch weitere Rechte tangiert werden. Wird etwa ein Kunstwerk im Bild zitiert, beschränkt zwar das Zitatrecht das Urheberrecht des Künstlers. Aber auch der Fotograf und ggf. das Museum, in dessen Sammlung sich das Kunstwerk befindet, verfügen über Rechte an der Abbildung.

### Schweiz
In der Schweiz handelte ein Gerichtsverfahren um die Zulässigkeit eines Großzitats, siehe Zitate im Schweizer Recht. Ein Werk vollständig zu zitieren ist dann zulässig, wenn es durch den Zweck gerechtfertigt ist.
In jedem Falle ist jedoch das Zitat als solches zu kennzeichnen und zumindest der Autor, nach Möglichkeit auch Veröffentlichungsort und -jahr anzugeben.